# Du plomb dans la tête (film)
Cet article concerne l'adaptation cinématographique de Walter Hill. Pour la bande dessinée originale de Matz et Colin Wilson, voir Du plomb dans la tête.
Pour plus de détails, voir Fiche technique et Distribution.
Du plomb dans la tête (Bullet to the Head) est un film d'action américain de Walter Hill et sorti en 2012. Ce film est adapté de la bande dessinée du même nom d'Alexis « Matz » Nolent et Colin Wilson.

## Synopsis
James Bonomo, surnommé « Jimmy Bobo », est un tueur à gages de La Nouvelle-Orléans. Ce criminel au lourd passé judiciaire a malgré tout quelques règles, comme celle de ne jamais tuer un innocent. Ainsi, après l'exécution du « contrat » sur la tête de Hank Greely, un ancien policier corrompu de la police de Washington, D.C., il laisse vivant un témoin de l'assassinat, une prostituée nommée Lola. Comme punition, son partenaire Louis Blanchard est abattu par un mystérieux tueur, Keegan. Taylor Kwon, ancien coéquipier de Hank Greely à Washington, débarque ensuite à La Nouvelle-Orléans pour retrouver les responsables de son meurtre. Malgré tout ce qui les oppose, Jimmy et Taylor vont finalemement s'associer pour savoir qui a commandité les assassinats de leur collègue respectif. Leur enquête va les conduire dans les hautes sphères du pouvoir.

## Fiche technique
Sauf indication contraire, les informations mentionnées dans cette section peuvent être confirmées par la base de données cinématographiques IMDb,  présente dans la section « Liens externes ».
- Titre original : Bullet to the Head
- Titre français et québécois : Du plomb dans la tête
- Réalisation : Walter Hill
- Scénario : Alessandro Camon, d'après la bande dessinée Du plomb dans la tête de Matz et Colin Wilson
- Musique : Steve Mazzaro
- Direction artistique : Toby Corbett
- Costumes : Ha Nguyen
- Photographie : Lloyd Ahern II
- Montage : Timothy Alverson
- Production : Alfred Gough, Alexandra Milchan, Miles Millar, Kevin King Templeton et Joel Silver (délégué)
- Sociétés de production : After Dark Films, Automatik Entertainment, Dark Castle Entertainment, EMJAG Productions, IM Global, Millar Gough Ink et Silver Reel
- Sociétés de distribution : Warner Bros (Etats-Unis), Metropolitan Filmexport (France)
- Budget : estimé entre 40 et 55 millions de dollars[1]
- Pays de production :  États-Unis
- Langue originale : anglais
- Format : couleurs - 35 mm - 2,35:1 - son Dolby Digital
- Genre : policier, action, thriller
- Durée : 91 minutes
- Dates de sortie[2] :
  - Italie : 14 novembre 2012 (festival du film de Rome)
  - États-Unis : 1er février 2013
  - France : 27 février 2013
- Classification :
  - États-Unis : R - Restricted[3]
  - France : interdit aux moins de 12 ans lors de sa sortie

## Distribution
- Sylvester Stallone (V. F. : Alain Dorval ; V. Q. : Pierre Chagnon) : James Bonomo, dit « Jimmy Bobo », tueur à gages
- Sung Kang (V. F. : Alexis Tomassian ; V. Q. : Joël Legendre) : l'inspecteur Taylor Kwon, WSHPD
- Sarah Shahi (V. F. : Célia Catalifo ; V. Q. : Camille Cyr-Desmarais) : Lisa Bonomo
- Adewale Akinnuoye-Agbaje (V. F. : Daniel Lobé ; V. Q. : Thiéry Dubé) : Robert Nkomo Morel
- Christian Slater (V. F. : Jean-Philippe Puymartin ; V. Q. : Gilbert Lachance) : Marcus Baptiste
- Jason Momoa (V. F. : Jérémie Covillault ; V. Q. : Jean-François Beaupré) : Keegan
- Jon Seda (V. F. : Damien Ferrette ; V. Q. : Benoit Éthier) : Louis Blanchard
- Holt McCallany (V. F. : Fabien Jacquelin ; V. Q. : Louis-Philippe Dandenault) : Hank Greely
- Brian Van Holt (V. F. : Olivier Augrond) : Ronnie Earl
- Weronika Rosati : Lola
- Dane Rhodes (V. F. : Jacques Bouanich) : lieutenant Lebreton
- Marcus Lyle Brown (V. F. : Namakan Koné ; V. Q. : Patrick Chouinard) : l'inspecteur Towne
- Douglas M. Griffin : Baby Jack
- Dana Gourrier : député Coroner

Source et légende : Version française (V. F.) sur AlloDoublage ; Version québécoise (V. Q.)sur Doublage.qc.ca

## Production

### Développement
Le scénariste Alessandro Camon découvre la bande dessinée Du plomb dans la tête grâce à la productrice Alexandra Milchan. Il explique qu'il a tout de suite voulu l'adapter en scénario : « L’idée de départ de la BD est très intéressante. Il s’agit d’une histoire extrême et originale qui associe un tueur à gages et un flic. Leurs différences vont donc au-delà du simple conflit de personnalités que l’on voit dans les films du même genre : ces types-là aimeraient plutôt s’entretuer. Ce postulat m’a permis de créer des scènes comiques dans un cadre dramatique intense ». Wayne Kramer devait initialement réaliser le film. Il quitte le projet, en désaccord artistique avec Sylvester Stallone. Ce dernier contacte alors Walter Hill, qui lui avait déjà proposé à deux reprises un rôle dans Driver (1978) et 48 heures (1982),.

### Attribution des rôles
Le rôle du policier a été d'abord attribué à Thomas Jane, avant de revenir à Sung Kang, le personnage ayant été remanié à la demande de Joel Silver qui voulait un personnage d'origine étrangère pour toucher un plus large public.

### Tournage
Le tournage a eu lieu du 27 juin 2011 au 23 août 2011 en Louisiane, principalement à La Nouvelle-Orléans, mais également à Kenner. Quelques scènes ont par ailleurs été tournées à New York. La scène finale a été tournée dans une centrale électrique abandonnée de La Nouvelle-Orléans où Walter Hill avait tourné une scène de son premier  film Le Bagarreur (1975).

### Bande originale
La bande originale est composée par Steve Mazzaro et produite par Hans Zimmer
Toute la musique est composée par Steve Mazzaro.
| Liste des titres | Liste des titres       | Liste des titres | Liste des titres | Liste des titres | Liste des titres | Liste des titres | Liste des titres | Liste des titres | Liste des titres |
| No               | Titre                  | Durée            |                  |                  |                  |                  |                  |                  |                  |
| ---------------- | ---------------------- | ---------------- | ---------------- | ---------------- | ---------------- | ---------------- | ---------------- | ---------------- | ---------------- |
| 1.               | Here's the Story       | 5:04             |                  |                  |                  |                  |                  |                  |                  |
| 2.               | Staying in the Game    | 2:42             |                  |                  |                  |                  |                  |                  |                  |
| 3.               | Just Another Soldier   | 2:58             |                  |                  |                  |                  |                  |                  |                  |
| 4.               | On the Road            | 1:47             |                  |                  |                  |                  |                  |                  |                  |
| 5.               | Don't Touch My Gun     | 1:59             |                  |                  |                  |                  |                  |                  |                  |
| 6.               | The Fox and the Hound  | 1:25             |                  |                  |                  |                  |                  |                  |                  |
| 7.               | This is My City        | 3:16             |                  |                  |                  |                  |                  |                  |                  |
| 8.               | Ambushed               | 1:28             |                  |                  |                  |                  |                  |                  |                  |
| 9.               | The Only Life He Had   | 1:58             |                  |                  |                  |                  |                  |                  |                  |
| 10.              | Guns Don't Kill People | 0:59             |                  |                  |                  |                  |                  |                  |                  |
| 11.              | Change of Plans        | 2:11             |                  |                  |                  |                  |                  |                  |                  |
| 12.              | End of the Line        | 6:41             |                  |                  |                  |                  |                  |                  |                  |
| 13.              | Vikings                | 1:16             |                  |                  |                  |                  |                  |                  |                  |
| 14.              | It's All Over          | 3:07             |                  |                  |                  |                  |                  |                  |                  |
| 15.              | Bullet to the Head     | 5:24             |                  |                  |                  |                  |                  |                  |                  |
| 42:25            |                        |                  |                  |                  |                  |                  |                  |                  |                  |

## Accueil et sortie
Le film devait sortir aux États-Unis le 13 avril 2012, mais la décision a été prise le 23 février 2012 de repousser la sortie à une date ultérieure. Le film est sorti aux États-Unis le 1er février 2013.

### Critiques
Sur Rotten Tomatoes, le film a une cote d'approbation de 46 % basé sur 140 avis et une note moyenne de 5,08⁄10. Le consensus du site se lit comme suit : « Les sensations fortes sans tracas de Du plomb dans la tête évoquent les souvenirs de son passé et de la fierté cinématographique de son réalisateur - mais malheureusement ces souvenirs sont à peu près tout ce qu'il a à offrir ». Sur Metacritic, le film a un score de 48⁄100 basé sur 34 critiques, indiquant « des critiques mitigées ou moyennes ».
L'accueil en France est plus mitigé, puisque pour 17 critiques presse, le site AlloCiné lui attribue une moyenne de 1,9⁄5.

### Box-office
Le film est le pire week-end de démarrage aux États-Unis de Sylvester Stallone depuis 32 ans, avec seulement 4 548 201 $ de recettes,. Le film ne totalise finalement que 9 489 829 $ de recettes sur le sol américain. En France, le film n'a enregistré que 135 038 entrées.
En novembre 2013, le magazine américain Forbes établit le top 10 des plus gros flops cinématographiques de 2013. Du plomb dans la tête est classé 2e, avec 9 489 829 dollars de recettes pour un budget de 55 millions de dollars, soit une rentabilité de seulement 36 %.
| Pays ou région    | Box-office      | Date d'arrêt du box-office | Nombre de semaines |
| ----------------- | --------------- | -------------------------- | ------------------ |
| États-Unis Canada | 9 489 829 $     | -                          | -                  |
| France            | 135 038 entrées | -                          | -                  |
| Total mondial     | 21 947 209 $    | -                          | -                  |

## Clins d’œil
Le personnage de Sylvester Stallone s'appelle James « Jimmy Bobo » Bonomo. Dans L'embrouille est dans le sac (1991), son personnage raconte que son premier job était de travailler pour James « Jumpin' Jimmy » Bonomo. Les deux films évoquent les tueurs à gages.

## Distinction
Sylvester Stallone est nommé dans la catégorie pire acteur aux Razzie Awards 2014.